# Kalkammonsalpeter

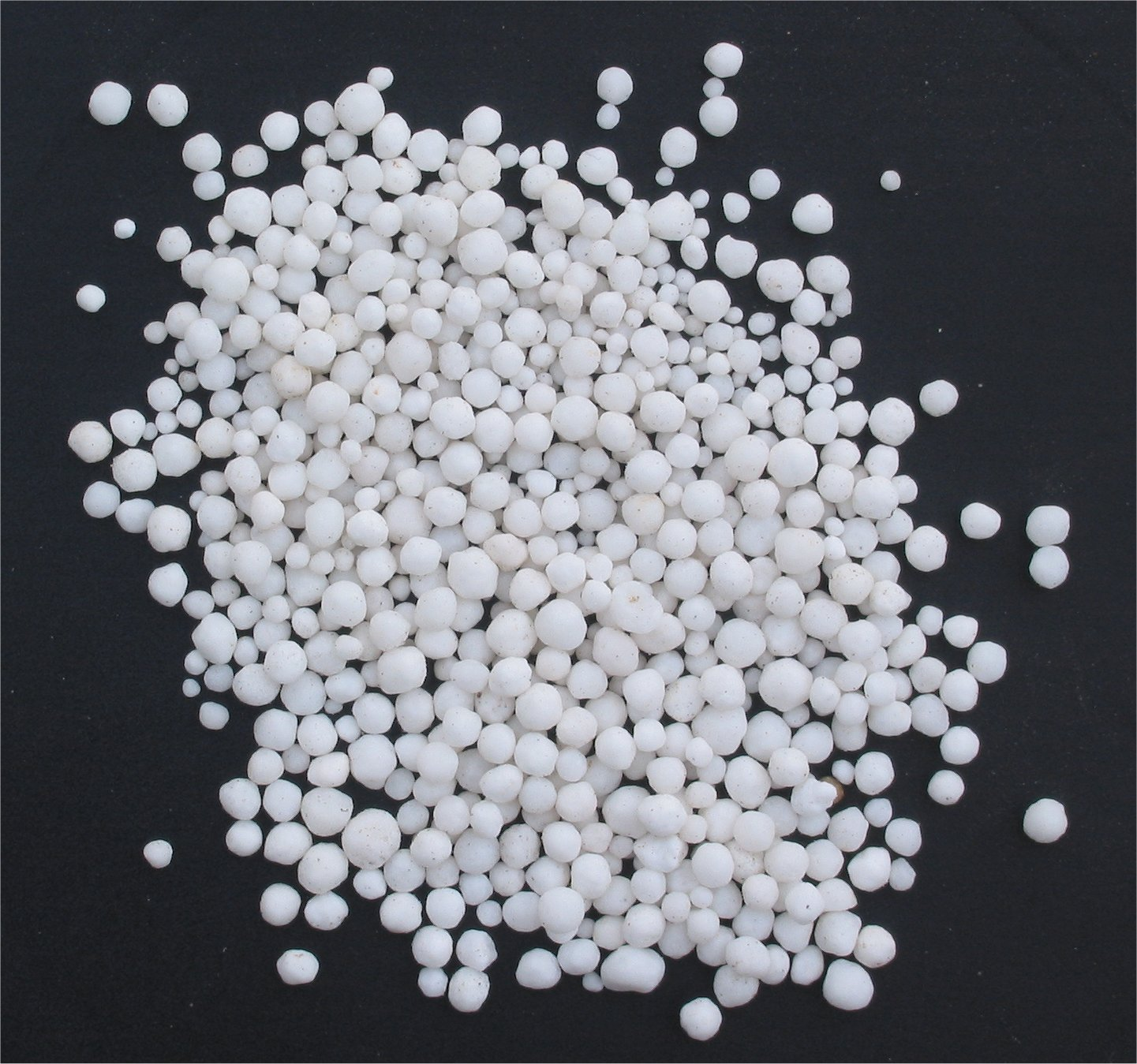
Kalkammonsalpeter

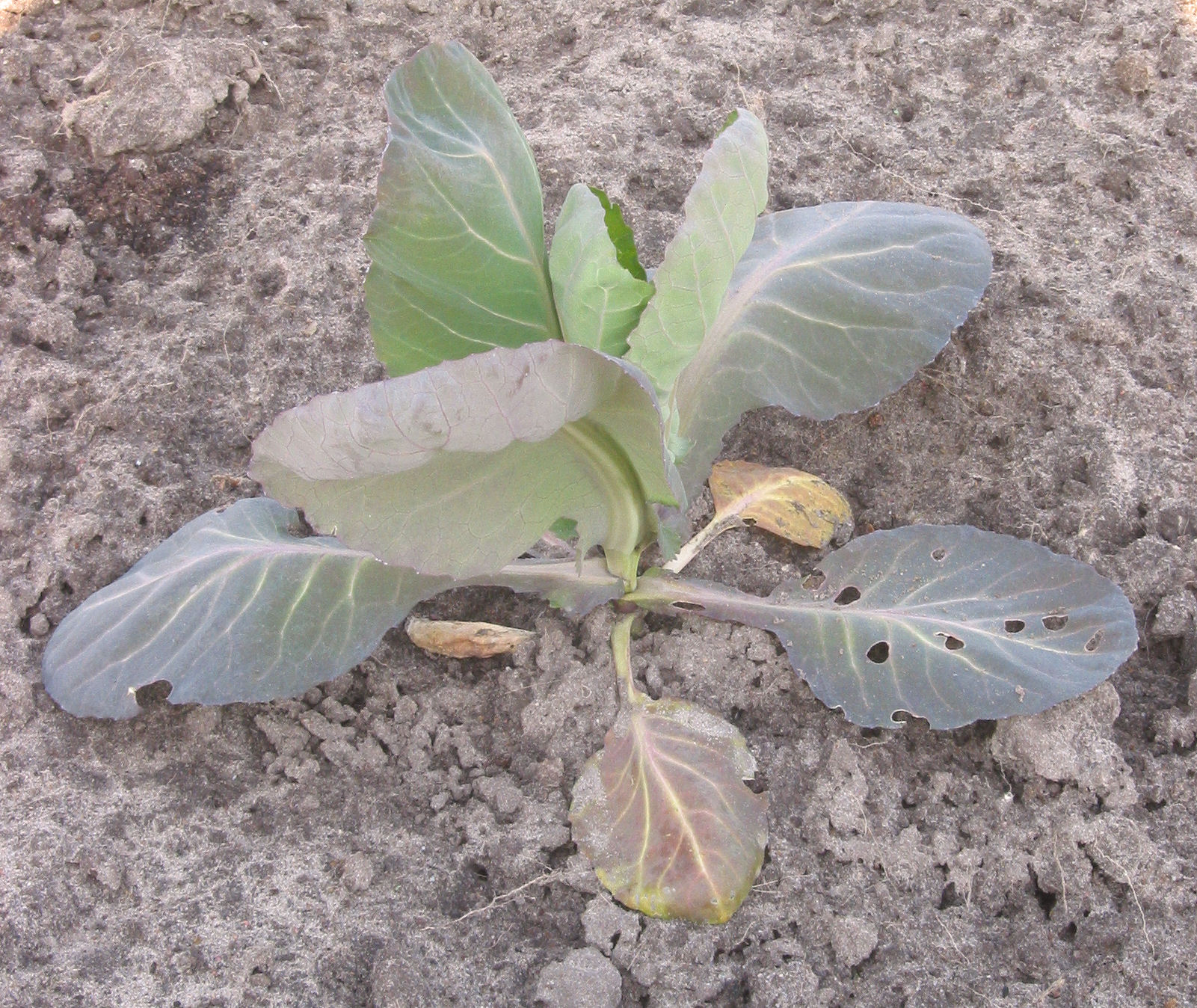
Stikstofgebrek bij spitskool

Kalkammonsalpeter of KAS is een stikstofhoudende kunstmest in korrelvorm die de plantengroei stimuleert. Het bevat ammoniumnitraat en calciumcarbonaat (CaCO3). Wanneer dolomiet als vulstof gebruikt wordt bevat de meststof ook magnesiumoxide (MgO). Door de beperkte hoeveelheid calciumcarbonaat is de meststof in de bodem niet geheel pH-neutraal, maar werkt iets verzurend.
Een deel van de meststof is snelwerkend, omdat nitraat NO3− direct door de plantenwortels wordt opgenomen. het ammonium (NH4+) ion daarentegen moet eerst door het bodemleven worden omgezet in nitraat voordat het door de plant opgenomen kan worden. Dit wordt nitrificatie genoemd.
De meststof is onder verschillende merknamen in de handel, in Nederland mag hij sinds 2010 niet worden verkocht aan particulieren.

## Samenstelling
- Algemeen: bestaat uit witte korrels en bevat 27% N in de vorm van ammoniumnitraat + 6% calciumcarbonaat (kalksteen). De ene helft van de stikstof bestaat uit NH4+ en de andere helft uit NO3−.

- Nutramon bestaat uit grijze en oranje korrels en bevat: 27% N in de vorm van NH4NO3 + 4% MgO + 6% CaO (ongebluste kalk). De ene helft van de stikstof bestaat uit NH4+ en de andere helft uit NO3−.

## Fabricage
Ammoniak vormt de basis voor de productie. Uit ammoniak wordt salpeterzuur gemaakt door dit bij verhoogde druk (6 bar bij het Grande Paroisse-proces) over een katalysatorbed te verbranden tot stikstofmonoxide. In een absorptiekolom wordt ten slotte salpeterzuur gevormd. Bij de productie van salpeterzuur komt warmte vrij. Bij dit proces treden de volgende reacties op:
- {\displaystyle {\ce {4NH3 + 5O2 -> 4NO + 6H2O}}} (ammoniakverbranding)
- {\displaystyle {\ce {2NO + O2 -> 2NO2}}} (oxidatie van stikstofmonoxide tot stikstofdioxide)
- {\displaystyle {\ce {3NO2 + H2O -> 2HNO3 + NO}}} (absorptie)

Vervolgens wordt ammoniumnitraat uit ammoniak door neutralisatie van salpeterzuur geproduceerd. Ook hier komt warmte bij vrij.
Reactievergelijking: {\displaystyle {\ce {NH3 + HNO3 -> NH4NO3}}}
Door ammoniumnitraat te mengen met gemalen dolomiet (CaMg(CO3)2) in de verhouding 75% ammoniumnitraat en 25% dolomiet wordt KAS samengesteld. Vervolgens wordt het mengsel gegranuleerd of geprild tot een korrelvormig product.

## Rookbom
Kalkammonsalpeter wordt door hobbyisten vaak gebruikt voor het maken van rookbommen, dit wordt gemaakt van een mengsel van suiker en KAS. Ook wordt ammoniumnitraat uit KAS soms gebruikt voor andere pyrotechnische doeleinden.